# Jevgeni Garanitsjev
Jevgeni Aleksandrovitsj Garanitsjev (Russisch: Евгений Александрович Гараничев) (Novoiljinski (Kraj Perm), 13 februari 1988) is een Russische biatleet.

## Carrière
Bij zijn wereldbekerdebuut, in januari 2011 in Antholz, scoorde Garanitsjev direct zijn eerste wereldbekerpunten. Bij de openingswedstrijd van het seizoen 2011/2012, in november 2011 in Östersund, behaalde hij zijn eerste toptienklassering in een wereldbekerwedstrijd. Op 20 januari 2012 stond de Rus in Antholz voor het eerst op het podium van een wereldbekerwedstrijd, twee weken later boekte Garanitsjev in Oslo zijn eerste wereldbekerzege.

## Resultaten

### Olympische Winterspelen
| Jaar | Plaats | Resultaten |
| ---- | ------ | --- |
| 2014 | Sotsji | 20 km individueel · 4e 4×7,5 km estafette · 4e gemengde estafette · 5e 15 km massastart · 15e 12,5 km achtervolging · 27e 10 km sprint |

### Wereldkampioenschappen
| Jaar | Plaats      | Resultaten |
| ---- | ----------- | --- |
| 2012 | Ruhpolding  | 6e 4x7,5 km estafette 9e 15 km massastart 12e 10 km sprint 14e 12,5 km achtervolging                                                    |
| 2013 | Nové Město  | 4e 4x7,5 km estafette 19e 10 km sprint 25e 15 km massastart 28e 12,5 km achtervolging                                                   |
| 2015 | Kontiolahti | Gemengde estafette · 4e 4x7,5 km estafette · 6e 10 km sprint · 11e 15 km massastart · 22e 12,5 km achtervolging · 35e 20 km individueel |

### Wereldbeker
Eindklasseringen
| Seizoen   | Algemeen | Individueel | Sprint | Achtervolging | Massastart |
| --------- | -------- | ----------- | ------ | ------------- | ---------- |
| 2010/2011 | 72e      | -           | 67e    | -             | 52e        |
| 2011/2012 | 12e      | 19e         | 12e    | 13e           | 11e        |
| 2012/2013 | 14e      | 42e         | 12e    | 7e            | 18e        |
| 2013/2014 | 26e      | 28e         | 26e    | 18e           | 28e        |
| 2014/2015 | 7e       | 9e          | 6e     | 9e            | 13e        |
| 2015/2016 | 7e       | 8e          | 11e    | 8e            | 5e         |
| 2016/2017 | 18e      | 14e         | 20e    | 14e           | 22e        |
| 2017/2018 | 31e      | -           | 31e    | 27e           | 30e        |

Wereldbekerzeges
| Nr.         | Datum            | Plaats                  | Onderdeel          |
| Individueel | Individueel      | Individueel             | Individueel        |
| ----------- | ---------------- | ----------------------- | ------------------ |
| 1.          | 2 februari 2012  | Oslo                    | 10 km sprint       |
| Estafettes  |                  |                         |                    |
| 1.          | 4 januari 2013   | Oberhof                 | 4x7,5 km estafette |
| 2.          | 13 december 2013 | Annecy Le Grand-Bornand | 4x7,5 km estafette |
| 3.          | 8 januari 2015   | Oberhof                 | 4x7,5 km estafette |
| 4.          | 15 februari 2015 | Oslo                    | 4x7,5 km estafette |
| 5.          | 13 december 2015 | Hochfilzen              | 4x7,5 km estafette |
| 6.          | 24 januari 2016  | Antholz                 | 4x7,5 km estafette |